# Грушківський заказник
Гру́шківський заказник — ботанічний заказник місцевого значення. Об'єкт розташований на території Черкаського району Черкаської області, квартал 39 виділ 9 Грушківського лісництва.
Площа — 1,6 га, статус отриманий у 1982 році. Місце зростання цибулі ведмежої, занесеної до Червоної книги України. 